# Anne Pressly

Anne Pressly

Anne Pressly (1982 – 25 tháng 10 năm 2008) là nữ diễn viên người Mỹ là một người dẫn chương trình tin tức cho đài KATV (kênh 7) tại Little Rock, Arkansas. Pressly sinh năm 1982 tại Greenville, Nam Carolina, cô chuyển đến Little Rock với gia đình mình lúc đang học trung học. Tháng 10 năm 2008, cô chết vì bị ám sát do một vụ tranh chấp nhà đất.

## Tiểu sử
Anne nhận bằng khoa học chính trị từ khóa Trường Cao đẳng Rhodes tại Memphis, Tennessee. Cô chuyển đến làm việc tại đài KATV vào tháng 5 năm 2004 và đảm nhận chương trình Chào buổi sáng Arkansas, phát thanh viên của chương trình Buổi trưa là đảm nhận cả chương trình Rạng thứ bảy (Saturday Daybreak). Cô ngồi vào ghế phát thanh viên chính thức vào tháng 10 năm 2004.

## Cái chết
Anne được tìm thấy vào 4 giờ 30 sáng thứ hai, ngày 20 tháng 10 năm 2008, nửa giờ trước khi bắt đầu chương trình Rạng Sáng. Cảnh sát đã nhận được cú gọi của Patricia Cannady, mẹ cô, khi Patricia Cannady không nhận được hồi âm từ bên kia đầu dây (lúc gọi cho Anne). Cannady đã tìm thấy Anne nằm bất động bên giường với những vết thương ở đầu và khắp cơ thể. Phát ngôn viên của cảnh sát tại Little Rock nói rằng họ không tin Anne là mục tiêu, nhưng họ nghi ngờ đây là một vụ cướp tài sản sau khi tìm thấy chiếc ví của cô đã bị dịch chuyển khỏi vị trí ban đầu của nó. Anne được cấp cứu tại bệnh viện và chết 5 ngày sau đó (25 tháng 10 năm 2008).